# Node.js
Node.js este un mediu de execuție JavaScript de fundal multiplatformă cu sursă deschisă, care rulează pe motorul V8  și execută cod JavaScript în afara unui navigator web.